# Schloss Gutenhaag
Schloss Gutenhaag (slowenisch Grad Hrastovec) befindet sich im Ort Hrastovec in der Gemeinde Lenart (Sankt Leonhard in den Windischen Büheln).

## Geschichte
Die Höhenburg, gelegen auf einem flachen Hügel über dem Tal der Pößnitz, geht zurück auf eine kleine Grenzfeste. Erste Besitzer waren die Gutenhaag. Nach 1227 war die Burg der Sitz einer kleinen Herrschaft. Nach den Gutenhaag waren die Hollenegger und von 1482 bis 1802 und wieder von 1909 bis 1941 die Grafen von Herberstein Besitzer. Heute ist im Schloss eine psychiatrische Anstalt untergebracht.

## Bau
Die Burg ist klar von Norden nach Süden ausgerichtet, wobei der Nordteil von drei Rundtürmen flankiert wird. Der Südtrakt bildet einen nach Süden ausgerichteten Keil und umschließt einen nach Norden offenen Hof. Der Südteil ist ein Anbau aus dem Anfang des 16. Jahrhunderts, obwohl sein Portal die Jahreszahlen 1616 und 1655 trägt. Die Schlosskapelle ist besonders prunkvoll ausgestattet.